# Слободка (Великоустюзький район)
Слобо́дка (рос. Слободка) — присілок у складі Великоустюзького району Вологодської області, Росія. Входить до складу Великоустюзького міського поселення.

## Населення
Населення — 261 особа (2010; 244 у 2002).
Національний склад (станом на 2002 рік):
- росіяни — 94 %